# Platysenta fidelia
Platysenta fidelia är en fjärilsart som beskrevs av Druce 1889. Platysenta fidelia ingår i släktet Platysenta och familjen nattflyn. Inga underarter finns listade i Catalogue of Life.